# یواس‌اس ویرجینیا (اس‌پی-۷۴۶)
یواس‌اس ویرجینیا (اس‌پی-۷۴۶) (به انگلیسی: USS Virginia (SP-746)) یک کشتی بود که طول آن ۶۱ فوت ۶ اینچ (۱۸٫۷۵ متر) بود. این کشتی در سال ۱۹۰۶ ساخته شد.